# Pseudoeurycea bellii
Pseudoeurycea bellii é uma espécie de salamandra da família Plethodontidae.
É endémica do México.
Os seus habitats naturais são: florestas temperadas, florestas secas subtropicais ou tropicais, regiões subtropicais ou tropicais húmidas de alta altitude, plantações, jardins rurais, áreas urbanas e florestas secundárias altamente degradadas.
Está ameaçada por perda de habitat.